# Бектабеков, Евсей Александрович
Евсей Александрович Бектабеков (1851—1893) — князь, участник русско-турецкой войны (1877—1878), кавалер ордена Святого Георгия IV степени.

## Биография
Представитель старинного тифлисского армянского княжеского рода. Родился в семье будущего генерала Александра Евсеевича Бетабекова и его жены — Екатерины Ивановны урождённой Шароевой.
Во время русско-турецкой войны (1877-1878) состоял штабс-капитаном 39-й артиллерийской бригады. За отличие в делах 20 и 21 сентября у высот Б. Ягны и Аладжи 26 ноября 1878 года награждён орденом Святого Георгия IV степени:

«В деле 20-го сентября, при занятии высоты Аладжи в тылу турецкой позиции, в то время когда неприятель в числе 25-ти батальонов низама, против пяти находившихся в отряде генерала Шелковникова, перешел в наступление, следуя по пятам за стрелковою цепью через дефиле, штабс-капитан князь Бектабеков, несмотря на сильный ружейный огонь турок, остановил следовавшую в голове отряда вверенную ему полубатарею 6-й батареи и занял с оною выгодную позицию, с которой открыл огонь по преследовавшему неприятелю с начала картечью, а затем картечными гранатами. Этим огнём он заставил турок остановить наступление цепи и дал отряду возможность подобрать убитых и раненых, а остальной пехоте устроиться и совершить правильное отступление через дефиле.»

В 1884-1891 годах в звании подполковника проходил службу на должности штабного офицера при войсках Кавказского военного округа.
Умер в 1893 году.